# William Hechler
William Henry Hechler (* 1. Oktober 1845 in Benares, Indien; † 30. Januar 1931 in Islington bei London) war ein anglikanischer Geistlicher und Missionar. Er ist heute vor allem wegen seiner Unterstützung für Theodor Herzls zionistische Bestrebungen und seine Vermittlerrolle zwischen Herzl und der deutschen Politik bekannt.

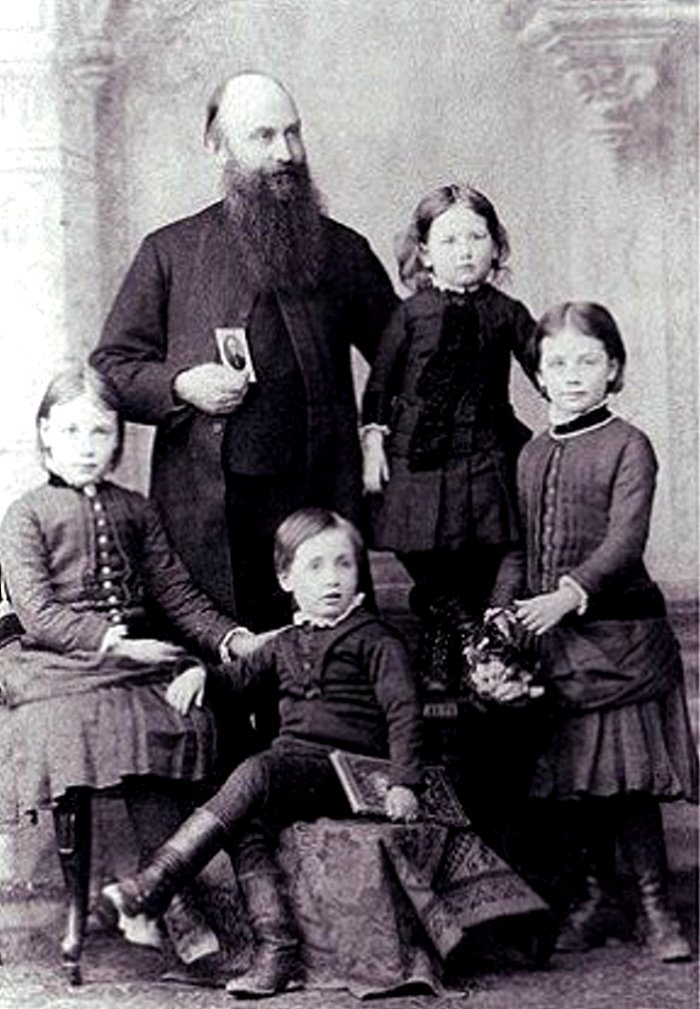
William Hechler mit seinen Kindern

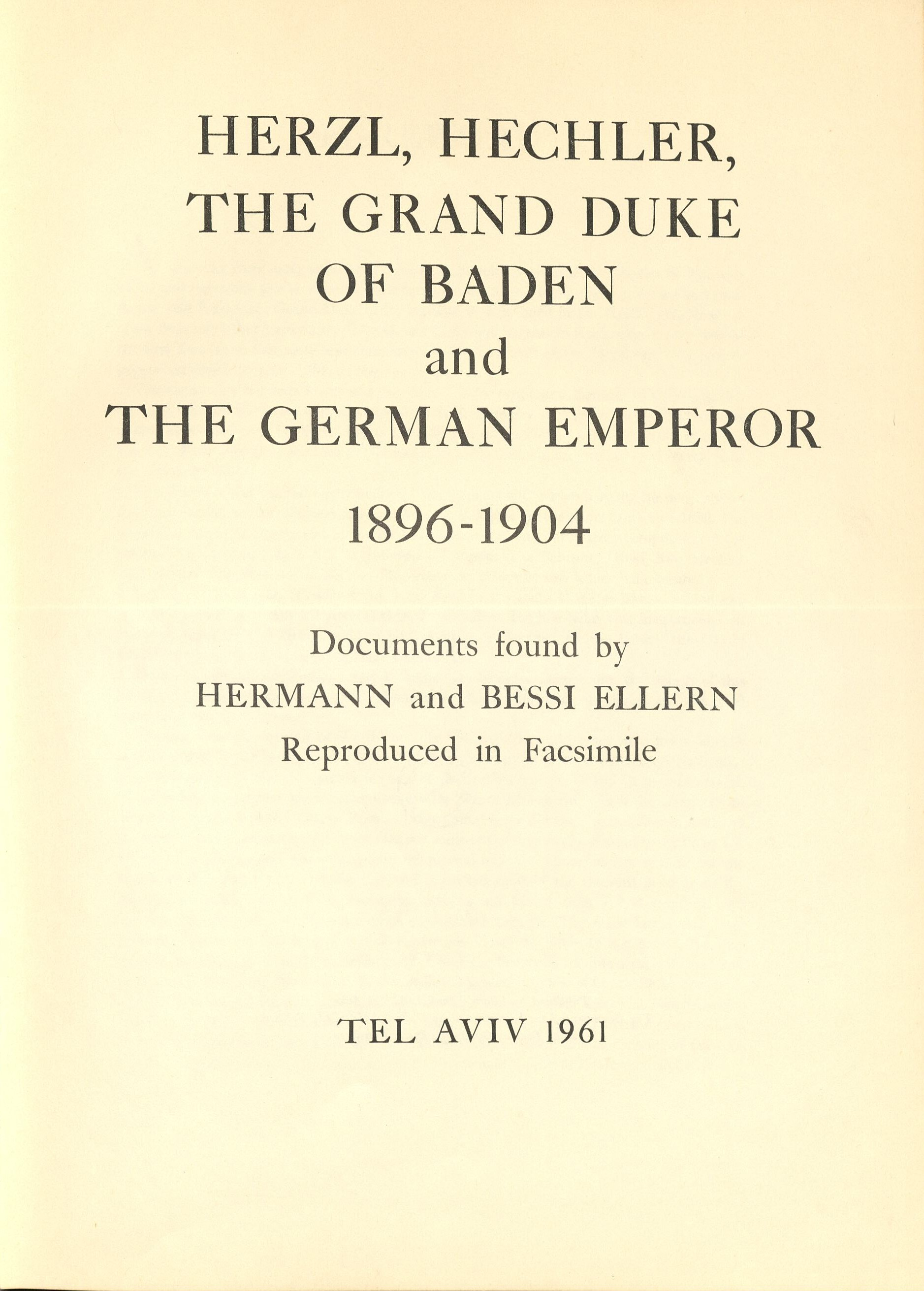
Briefe (1961)

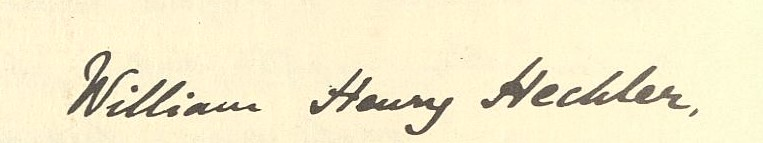
Signatur (1896)

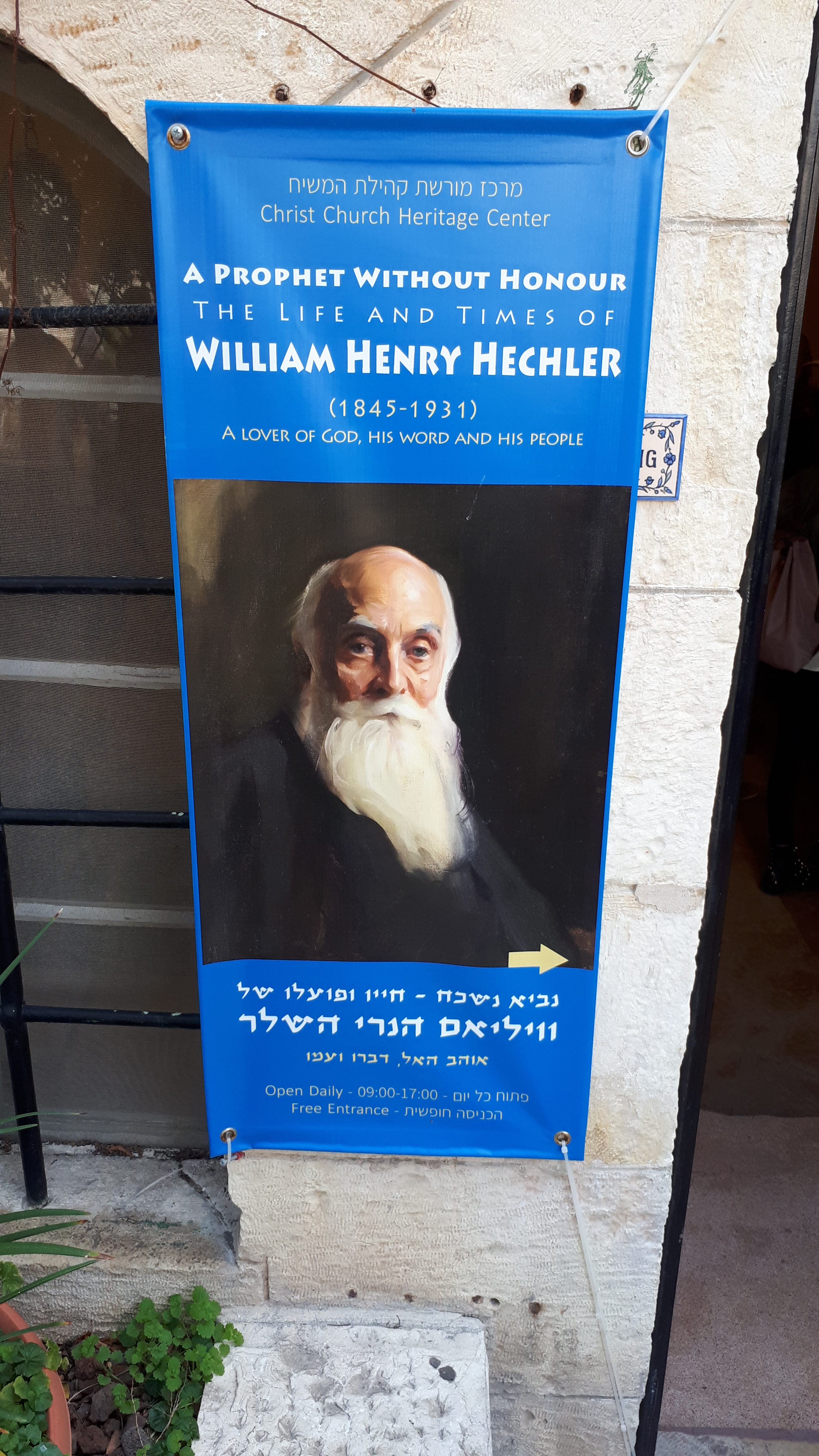
In einem Nebengebäude der Jerusalemer Christuskirche wurde im Frühjahr 2018 eine Ausstellung über William Hechler gezeigt

## Leben
William Hechler wirkte als britischer Botschaftsgeistlicher in Wien, als er 1896 die Schrift Theodor Herzls las und von seiner Vision beeindruckt war, einen „Judenstaat“, vornehmlich in Palästina, zu gründen. Hechler gehörte bis zu Herzls Tod zu den getreuesten seiner Gehilfen. Ihm kam aufgrund seiner Bekanntschaft mit Großherzog Friedrich I. von Baden das Verdienst zu, den Kontakt zwischen dem Zionistenführer und Kaiser Wilhelm II. hergestellt zu haben. Bei den beiden Begegnungen zwischen Theodor Herzl und dem deutschen Kaiser anlässlich der Palästinareise Kaiser Wilhelms II. in Istanbul im Oktober 1898 und Jerusalem im November 1898 fungierte Hechler als Kurier zwischen der zionistischen Delegation und der kaiserlichen Eskorte.

## Schriften
- The Restoration of the Jews to Palestine. 1882[1]
- The Jerusalem Bishopric. London 1883[1]
- Herzl, Hechler, the Grand Duke of Baden and the German Emperor 1896–1904. Documents found by Hermann and Bessi Ellern. Foreword Hermann Ellern. Introduction Alex Bein. Tel Aviv: Ellern, 1961